# 威爾伯帕克 (密蘇里州)
威爾伯帕克（英語：Wilbur Park）是位於美國密蘇里州聖路易斯縣的村。

## 人口
根據2020年美國人口普查的數據，威爾伯帕克的面積為0.15平方千米，皆為陸地。當地共有人口439人，而人口密度為每平方千米2,927人。